# Pomponema multipapillatum
Pomponema multipapillatum är en rundmaskart. Pomponema multipapillatum ingår i släktet Pomponema, och familjen Cyatholaimidae. Arten är reproducerande i Sverige.